# Traversodontoides
Traversodontoides es un género extinto de sinápsidos no-mamíferos.